# أيدان بيرلي
أيدان بيرلي هو سياسي بريطاني، ولد في 22 يناير 1979 في أوكلاند في نيوزيلندا. نشط حزبياً في حزب المحافظين. في انتخابات المملكة المتحدة لعام 2010، انتخب عضو البرلمان الخامس والخمسين للمملكة المتحدة ‏ عن دائرة كانوك تشيس وقد انضم خلال فترته النيابية ‏ (6 مايو 2010 – 30 مارس 2015) للكتلة البرلمانية حزب المحافظين.

## وصلات خارجية
- الموقع الرسمي